# ISO 15919
ISO 15919 「デーバナーガリー及び関連インド文字のラテン文字への翻字」は、2001年に制定された、インドのブラーフミー系文字をラテン・アルファベットに翻字するためのISO規格である。
デーヴァナーガリーの翻字標準としてはIASTが存在するが、IASTはあくまでサンスクリットを対象としており、ヴェーダ語、プラークリット、および現代語に対応していない。ISO 15919はIASTに類似しているが、サンスクリット以外の表記、およびデーヴァナーガリーと関係ある諸表記体系に対応している。

## 対象となる表記体系
ISO 15919は、インド、ネパール、バングラデシュ、スリランカで使われる以下の10種類の文字体系を対象とする。Unicodeではこれらの文字は基本多言語面のU+0900からU+0DFFまでに連続的に領域が取られている。
- デーヴァナーガリー
- ベンガル文字（アッサム文字を含む）
- グルムキー文字
- グジャラーティー文字
- オリヤー文字
- タミル文字
- テルグ文字
- カンナダ文字
- マラヤーラム文字
- シンハラ文字

対象外のブラーフミー系文字でもおおむね同じ翻字方式を用いることが可能である。

## オプション
ISO 15919では5つのオプションが選べる。
- ダイアクリティカルマークを使うか、ASCIIの7ビットのみで翻字するか。
- 鼻音の翻字方式。アヌスヴァーラを実際の音を表す文字に変換し（例：「संग」を「saṁga」でなく「saṅga」と翻字する。マラヤーラム文字の語末のアヌスヴァーラは「m」に翻字する）、鼻母音は ã のように母音にチルダを加える方式(strict nasalization)と、変換しない方式(simplified nasalization)のどちらを用いるか。
- 長い e o の上にマクロンをつけるかどうか。伝統的に e o は常に長母音なので、IAST ではマクロンを加えない。ISO 15919では同様の方式(non-uniform vowel)と、長母音を ē ō のように翻字する方式(uniform vowel)が選べる。ただし、ドラヴィダ系諸文字とシンハラ文字では e o の長短が区別されるので、長い e o は常に ē ō と書かれる。
- デーヴァナーガリーによるネパール語翻字で、「まつげのr」を「r̆」とするか、「r」とするか。
- マラヤーラム文字で、「ṟṟa, nṟa」をそのまま翻字するか、「ṯṯa, nṯa」に直すか。

## IAST との互換性
ISO 15919は IAST に対しておおむね上位互換になっているが、一部の文字については異なる翻字がなされる。オプションで選べる e o の表記方法のほかに、以下のような違いがある。
| デーヴァナーガリー | IAST | ISO 15919 |
| ------------------ | ---- | --------- |
| ऋ                  | ṛ    | r̥         |
| ॠ                  | ṝ    | r̥̄         |
| ऌ                  | ḷ    | l̥         |
| ॡ                  | ḹ    | l̥̄         |
| अं                  | aṃ   | aṁ        |

## 一覧表

### 基本デーヴァナーガリー
| अ | आ | इ | ई | उ | ऊ | ऋ | ॠ | ऌ | ॡ |
| a | ā | i | ī | u | ū | r̥ | r̥̄ | l̥ | l̥̄ |

| ए   | ऐ  | ओ   | औ  | अं  | अँ  | अः  | ऽ |
| e/ē | ai | o/ō | au | aṁ | am̐ | aḥ | ’ |

| क  | ख   | ग  | घ   | ङ  | च  | छ   | ज  | झ   | ञ  |
| ka | kha | ga | gha | ṅa | ca | cha | ja | jha | ña |
| ट  | ठ   | ड  | ढ   | ण  | त  | थ   | द  | ध   | न  |
| ṭa | ṭha | ḍa | ḍha | ṇa | ta | tha | da | dha | na |
| प  | फ   | ब  | भ   | म  | य  | र   | ल  | व   |    |
| pa | pha | ba | bha | ma | ya | ra  | la | va  |    |
| श  | ष   | स  | ह   |    |    |     |    |     |    |
| śa | ṣa  | sa | ha  |    |    |     |    |     |    |

### 拡張デーヴァナーガリー
| ऍ | ऑ | ᳵ | ᳶ | ळ  | क़  | ख़   | ग़  | ज़  | ड़  | ढ़   | फ़  |
| ê | ô | ẖ | ḫ | ḷa | qa | k͟ha | ġa | za | ṛa | ṛha | fa |

- ヴェーダ語のアクセントは、ウダーッタ（高）をアキュート・アクセント、アヌダーッタ（低）を下線、スヴァリタ（下降）をグレーブ・アクセントで表す。母音が2文字からなるときは、アクセント記号は2番目の文字に（下線は両方の文字に）加える[9]。

- マラーティー語・ネパール語で使う「まつげのr」は「r̆」と翻字する（例：र्य rya : ऱ्य r̆ya）。ただしネパール語の場合にはオプションで単なる「r」に翻字することができる。

### デーヴァナーガリー以外
デーヴァナーガリーとの対応が明らかな文字については省略する。
ベンガル文字の「য়」は「ẏa」と翻字する。
アッサム文字の「ৰ」は「ra」、「ৱ」は「wa」と翻字する。
グルムキー文字の重子音記号は子音字の1字目を重ねる。2種類のアヌスヴァーラのうち、ビンディはṁ、ティッピーはṃと翻字する。
オリヤー文字の「ୟ」は「ẏa」、「ୱ」は「wa」と翻字する。
タミル文字・テルグ文字・カンナダ文字・マラヤーラム文字・シンハラ文字では e o の長短は区別される。短母音を e o、長母音を ē ō で表す。
タミル文字・テルグ文字・カンナダ文字・マラヤーラム文字に固有の子音字は以下のように翻字される。シンハラ文字でタミル語が記されている場合にも同様に翻字する。
| 翻字         | ṉa | ṟa/ṯa | ḻa | ḷa |
| タミル       | ன  | ற     | ழ  | ள  |
| テルグ       |    | ఱ     | ఴ  | ళ  |
| カンナダ     |    | ಱ     | ೞ  | ಳ  |
| マラヤーラム | ണ  | റ     | ഴ  | ള  |

タミル文字の「ஃ」は「ḵ」と翻字する。
テルグ文字の「ౘ」は「ĉa」、「ౙ」は「za」と翻字される。「అఁ」は「an̆」と翻字する。
マラヤーラム文字のヴィラーマは「ŭ」と翻字する。
シンハラ文字に固有の文字は以下のように翻字する。
| ඇ | ඈ | ඟ   | ඦ   | ඬ   | ඳ   | ඹ   |
| æ | ǣ | n̆ga | n̆ja | n̆ḍa | n̆da | m̆ba |

### アラビア・ペルシア文字の翻字
アラビア・ペルシア文字の子音字のうち、基本デーヴァナーガリーに対応する音のない15字についてはインド系の文字ではさまざまに表記されるが、それらの文字は以下のように翻字される。実際には「k͟h z ġ f q w」以外は滅多に使われない。
| ث | ح | خ  | ذ | ز | ژ | ص | ض | ط | ظ | ع | غ | ف | ق | و |
| s̱ | h̤ | k͟h | ẕ | z | ž | s̤ | ż | t̤ | ẓ | ʻ | ġ | f | q | w |

## ASCII 翻字
ASCIIのみを使用する場合、ダイアクリティカルマークは以下のように変換する。
- マクロンつきの長母音は母音字を2つ重ねる。æ は ae、ǣ は aee とする。
- 下つきのドット符号および「ʻ」はピリオド . を前置する（例：ṭ → .t）。
- 上つきのドット符号、およびアキュート・アクセントはセミコロン ; を前置する（例：ś → ;s）。
- 下つきリング符号、下ダイエレシス、グレーブ・アクセントはコンマ , を前置する（例：r̥̄ → ,rr）。
- チルダおよびチャンドラビンドゥは ~ を前置する（例：ñ → ~n）。
- サーカムフレックス、ブリーブ、カロンは ^ を前置する。
- 下線は _ を前置する。

## その他
例えば「au」が「औ」の翻字でなく、「a」と「u」に分かれる場合は、間にコロンをはさんで「a:u」のように記す。
原文が分かち書きしていない場合、子音で終わる語の後ろにスペースを入れることが推奨される。
数字は算用数字に翻字する。